# Humboldt (Adelsgeschlecht)

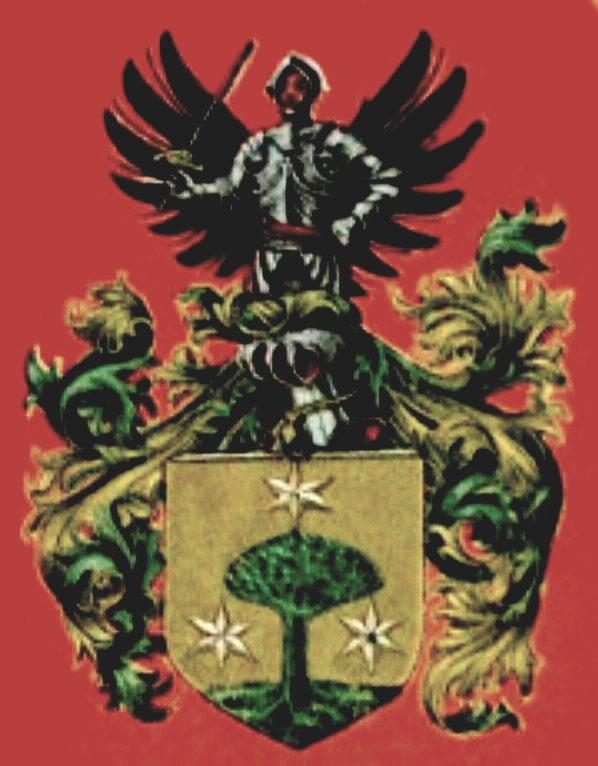
Stammwappen derer von Humboldt

Humboldt ist der Familienname des Adelsgeschlechts von Humboldt, dessen Ursprung in Königsberg in der Neumark zu finden ist. Die Familie Humboldt entwickelte sich zu einer Offiziers- und Beamtenfamilie und war in Brandenburg, Berlin und Pommern beheimatet. 1738 wurde sie in den Adelsstand erhoben. Eine Linie erweiterte wegen der Heirat der Caroline von Dachröden mit Wilhelm von Humboldt den Namen zu Humboldt-Dachröden. Die bekanntesten Vertreter der Familie sind die Brüder Wilhelm und Alexander von Humboldt.

## Name und Nobilitierung
Der Familienname entstand aus dem Deutschen „Hun + Bald“, woraus sich der Name „Humpolt“ entwickelte. Humpolt wiederum bezeichnete ein „Getreidemaß“ und eine Art schlechten „Flachses“. „Humpolt“ steht auch für „ein kleineres Gut, auch Ackermaß“.
Johann Paul Humbold (1684–1740) war der erste Humboldt, der das Adelsprädikat „von“ in seinem Namen trug. Seine Söhne waren der Premierleutnant Ludwig von Humboldt († 1750), der Major Paul Heinrich von Humboldt (1719–nach 1761), Leutnant Friedrich Wilhelm von Humboldt († 1743) und Alexander Georg von Humboldt (1720–1779), Major und später Kammerherr unter Friedrich II.  Johann Paul Humboldt beantragte zu Gunsten seiner Söhne, die alle im Militärdienst standen, die erneute Bestätigung der Erhebung in den Adelsstand. Er schrieb:

„Allergnädigster Herr!
Nach geschehener Eingabe umb die confirmation des Adels zu erhalten, habe ich mich nach Stolp zum Platenschen Regimentsfeldscherer begeben müssen, welcher nach einer 4 Wochen Bettlagerung mir 1 paar Knochen, wie ein 16 ggr. Stück Gross aus der blessur geschnitten, so das nunmehro im Stande bin nicht einen Fuss aufzusetzen. Alss ich aber dennoch wegen meiner sieben Kinder die Sache gern zu Ende bringen wollte, So wünsche Ew. Königl. Majestät Allerhöchste Person ich allergehorsamhst und allerunterthänigst, meinen vorigen gethanen petito Aller-gnädigst Gehör zu geben, den Adel aufs Neue zu ertheilen, auch das dabey gefügte Wappen zu conferiren. Ich getröste mich Allergnädigster Erhörung und verbleibe bis an den letzten Bluts Tropffen in tiefster Submission
Ew. Königl. Majestät
Allerunterthänigster
Stolpen 16. Mai 1738. Hans Paul Humbold“

Um die Nobilitierung der Humboldts ranken sich merkwürdige Anekdoten und Geschichten:

„Als im Oktober 1965 der in Mexiko ansässige Bankier Wilhelm Baron von Humboldt (1888–1970), ein Ur-Urenkel Wilhelm von Humboldts, die Hauptstadt der DDR besuchte und auch dem Präsidenten der Akademie der Wissenschaften der DDR seine Aufwartung machte, wurde ich (Anmerkung: Kurt R. Biermann) zu diesem Gespräch hinzugezogen. Ich nutzte die Gelegenheit, um in Erfahrung zu bringen, ob sich noch Reste jener hypothetischen Familienüberlieferung erhalten hätten, und stellte die Frage: „Worauf gründet sich Ihrer Meinung nach der Anspruch der Brüder Wilhelm und Alexander von Humboldt auf das Prädikat eines Freiherrn bzw. Barons?“
Baron von Humboldt antwortete:
„Das weiß ich nicht. Ich kann nur nach einer Erzählung meines Vaters folgendes dazu sagen: Als der Antrag der Nachkommen Wilhelm von Humboldts auf Baronisierung Wilhelm I. von Preußen vorgelegt wurde, fragte dieser ganz verwundert: Ja, sind sie das denn nicht? Auf die verneinende Antwort entgegnete er: Mein hochseliger Vater hat die beiden Herren von Humboldt stets als Freiherrn ästimiert – also waren sie solche! Daraufhin wurden die Nachkommen Wilhelm von Humboldts 1875 die erbliche Führung des Freiherrn-Titels bewilligt – ein in der Geschichte der Nobilitierung wohl einmaliger Vorgang.““

Cognatischer Zweig der Familie
Seit 1943 existiert auch ein Zweig der Familie, der zwar den Namen Freiherr/Freiin von Humboldt-Dachroeden führt, dem Geschlecht aber nicht agnatisch entstammt, sondern auf einen Welfen zurückgeht. Stammmutter ist Maria Anna Freiin von Humboldt-Dachroeden (1916–2003), Tochter Alexander von Humboldts (1886–1940). Sie war seit 1941 mit Hubertus Prinz von Preußen (1909–1950) verheiratet, ging aber eine Affäre mit dessen Vetter Ernst August Prinz von Hannover (1914–1987) ein. Diesem Verhältnis entstammt der außereheliche Sohn Christian Ernst August Hubertus Freiherr von Humboldt-Dachroeden (* 1943), der den Mädchennamen seiner Mutter erhielt.
Christian von Humboldt-Dachroeden heiratete 1979 Marie von Maltzahn (* 1947). Der Ehe entstammte die Tochter Alexandra Freiin von Humboldt-Dachroeden (* 1980), verheiratete Gräfin Guyard de Saint Julien von und zu Wallsee, und der Sohn Ferdinand Freiherr von Humboldt-Dachroeden (* 1982).

## Stammtafel

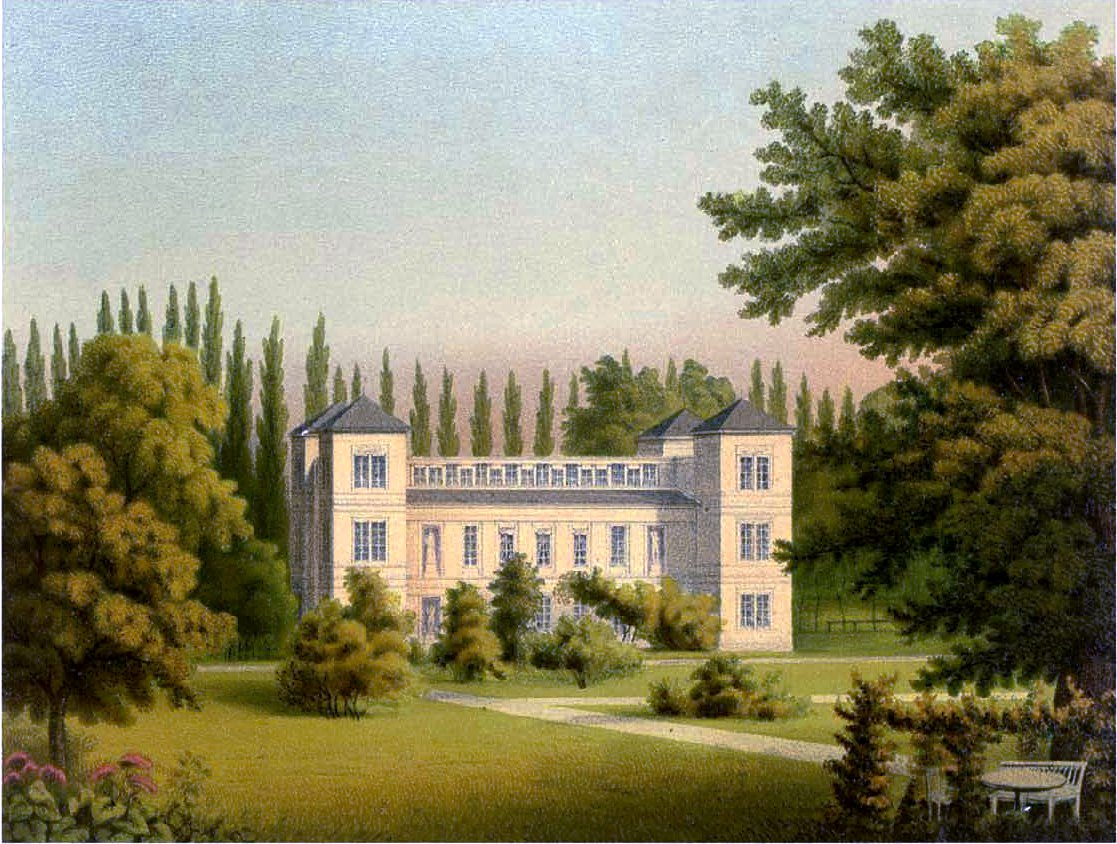
Schloss Tegel („Humboldt-Schloss“) zwischen 1857 und 1858, nach Alexander Duncker

Christoph Johann Humbold († nach 1608)
- Johann Humboldt (* 1575; † 11. Februar 1638 in Königsberg in der Neumark), Bürgermeister zu Königsberg i.d.N.[9]
  - Clemens Humboldt (* 9. Oktober 1605 in Königsberg; † 2. Januar 1650 in Stettin; begraben in Virchow), Amtsschreiber und Rentmeister ⚭ 1. Ehe Barbara Fabian; 2. Ehe Magdalena Rebentisch[10]
    - Erdmann Ludwig Conrad Humboldt zu Zamenz (* zwischen 1619 und 1679; † 1723 auf Schloss Draheim), königlich preußischer Rat und Amtshauptmann der Starostei Draheim ⚭ Mariana Beck (* um 1660 in Paris; † in Draheim)
      - Johann Paul von Humboldt (* 13. April 1684 in Berlin; † 1740), erster Träger des Adelsprädikats „von“  ⚭ Sophie Dorothea von Schweder (1688–1749)[11]
        - Paul Heinrich von Humboldt (1719–nach 1761), preußischer Major
        - Alexander Georg von Humboldt (* 1720; † 6. Januar 1779), preußischer Major, Kammerherr und Unternehmer  ⚭ Marie Elisabeth Colomb (1741–1796)
          - Friedrich Wilhelm Christian Karl Ferdinand von Humboldt (* 22. Juni 1767 in Potsdam; † 8. April 1835 auf Schloss Tegel, Berlin) deutscher Staatsmann, Sprachwissenschaftler und Bildungsreformer ⚭ Caroline Friederica von Dachröden (* 23. Februar 1766 in Minden; † 26. März 1829 in Berlin); Tochter des preußischen Kammerpräsidenten Karl Friedrich von Dachröden; Namenserweiterung zu Humboldt-Dachröden
            - Emil Edward Theodor von Humboldt-Dachröden (* 1797; † um 1871) ⚭ Mathilde von Heineken-Bollensdorf (1800–1881)
            - Wilhelm Karl Theodor August von Humboldt-Dachröden (1823–1867) ⚭ Hermine von Werner
              - Hans-Paul Wilhelm Alexander Freiherr von Humboldt-Dachröden (1857–1940), deutscher Diplomat ⚭ Elsbeth Schmidt (1866–1953)
                - Bernhard Christian Alexander Wilhelm Freiherr von Humboldt-Dachröden (* 1888 in London; † 1970)

              - Franz Günther Wilhelm Alexander von Humboldt (1858–1942), Generalleutnant a. D. ⚭ Ida Wagner (1862–1935)
                - Alexander Wilhelm Ernst Bernhard von Humboldt-Dachroeden (1886–1940), deutscher SA-Führer ⚭ Katharina Daum (* 1891)
                  - Wilhelm von Humboldt-Dachroeden (1912–?)
                  - Hans von Humboldt-Dachroeden (1919–1941)
                  - Maria-Anna Sybilla Margarethe von Humboldt-Dachroeden (1916–2003) ⚭ 1. Ehe Hubertus Prinz von Preußen (1909–1950); 2. Ehe Ritterkreuzträger Major Constantin Hahm (* 21. Juli 1912 in Schönau an der Katzbach; † 26. Februar 1952 in Köln); Sohn stammt aus einer außerehelichen Affäre mit Ernst August Prinz von Hannover (1914–1987)
                    - Christian Ernst August Hubertus Freiherr von Humboldt-Dachroeden (* 1943) ⚭  Marie von Maltzahn (* 1947)
                      - Alexandra Freiin von Humboldt-Dachroeden (* 1980) ⚭ Ferdinand Reichsgraf Guyard de Saint Julien von und zu Wallsee (* 1979)
                      - Ferdinand Freiherr von Humboldt-Dachroeden (* 1982) ⚭ Josephine von Perfall (* 1985)

              - Bernhard Wilhelm Alexander Constantin Freiherr von Humboldt-Dachroeden (1863–1934), Generalmajor ⚭ Agnes Gabriele Adelheid Priscilla, geborene Freiin von Loën, geschiedene von Hochwächter (* 1879)
                - Bernhard Wilhelm Alexander Heinrich Ernst von Humboldt-Dachröden (* 1918 in Groß-Biesnitz) ⚭ Filicitas von Willich (* 1930 in Berlin)

          - Friedrich Wilhelm Heinrich Alexander von Humboldt (* 14. September 1769 in Berlin; † 6. Mai 1859 in Berlin), deutscher Naturforscher und Entdecker

        - Ludwig von Humboldt († 1750), preußischer Premiereleutnant
        - Friedrich Wilhelm von Humboldt († 1743), preußischer Leutnant

    - Gottfried von Humboldt (* zwischen 1610 und 1670)
    - Hans Jürgen von Humboldt (* zwischen 1610 und 1670) ⚭ Catharina Ventzken
    - Christian von Humboldt (* zwischen 1610 und 1670)

  - Conrad von Humbold (1605–1650)[12] ⚭ Magdalene Rebentisch

## Wappen

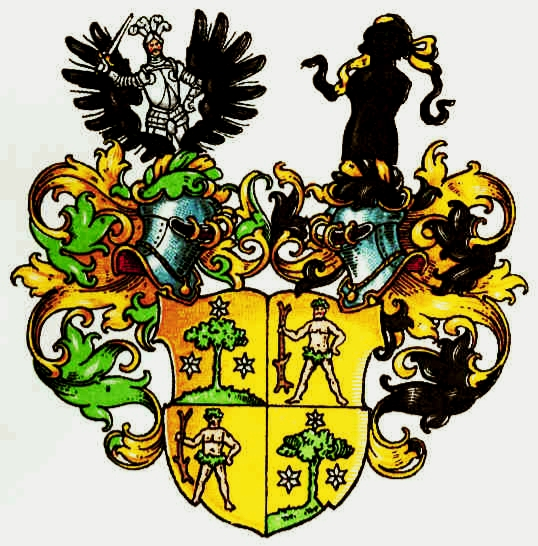
Wappen der Freiherren von Humboldt-Dachröden

Stammwappen: Im goldenen Wappenschild auf grünem Boden ein grüner Baum, begleitet von drei (1, 2) silbernen Sternen. Auf dem grün-goldenen Helmwulst mit grün-goldenen Decken, zwischen offenen schwarzem Flug ein wachsender Geharnischter mit einem Schwert in der Rechten. Mit der Namenserweiterung zu Humboldt-Dachröden wurden beide Wappen vereint.

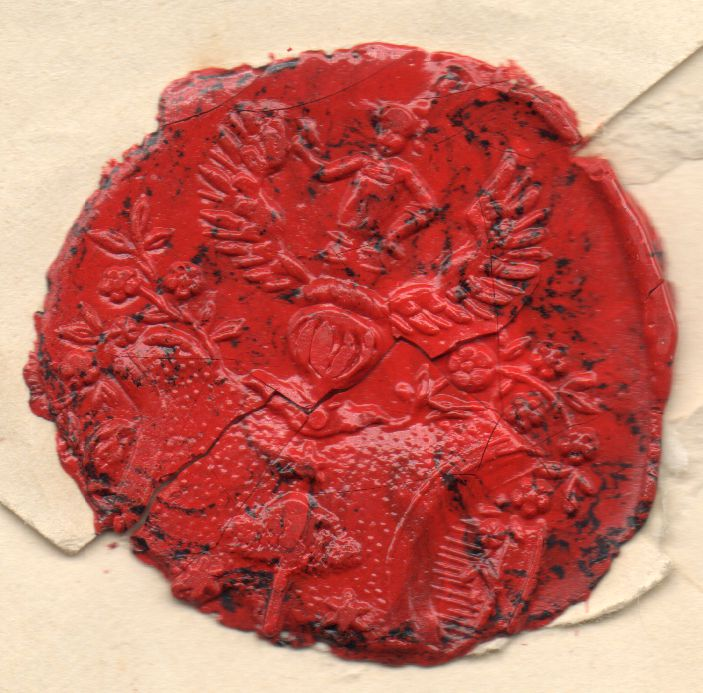
Briefsiegel mit Familienwappen von Alexander von Humboldt
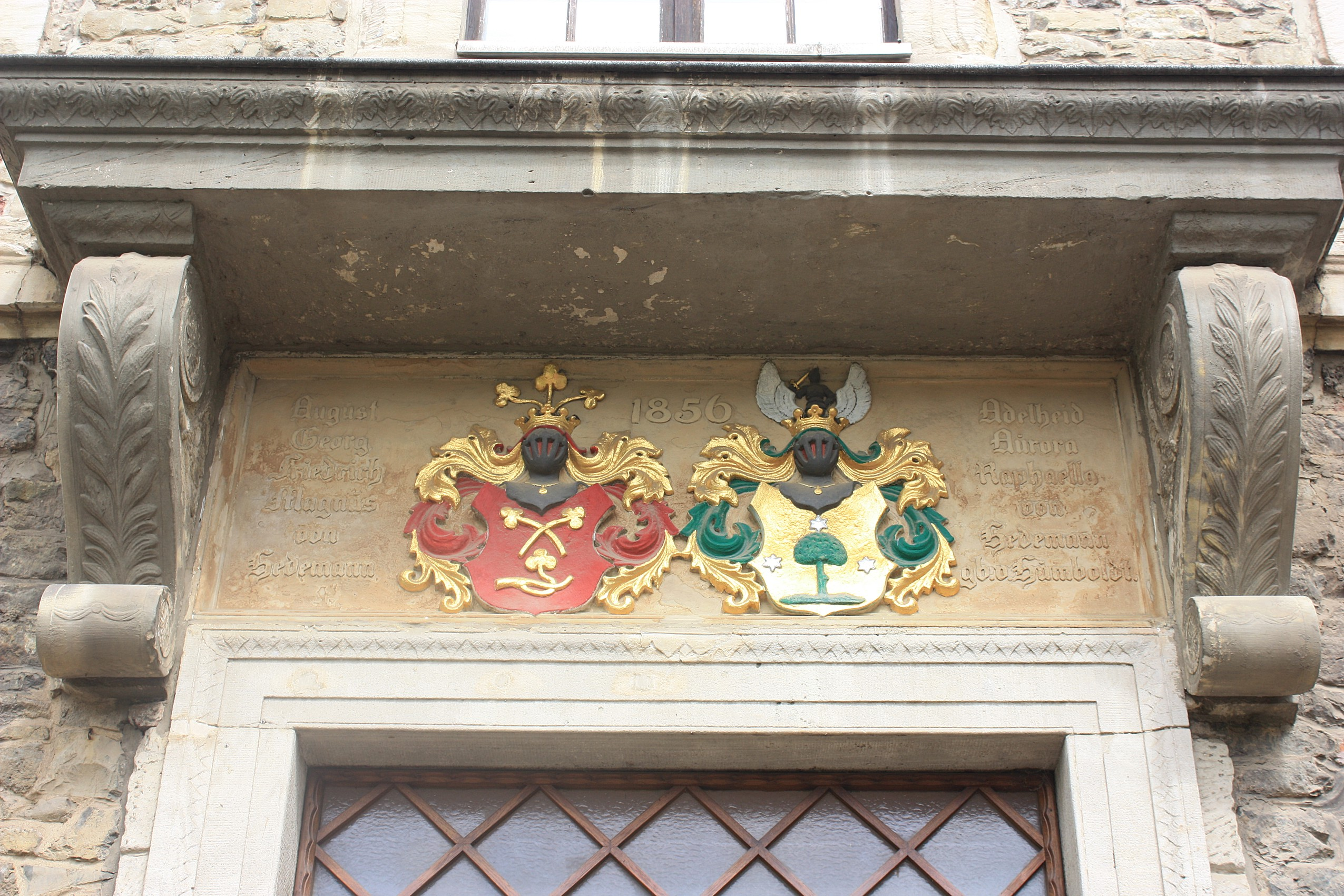
Allianzwappen Hedemann-Humboldt am Portal des  Humboldt-Schlosses in Hettstedt
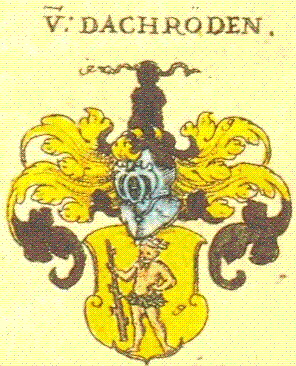
Wappen derer von Dachröden

## Schloss Tegel
Das Schloss Tegel, welches auch als „Humboldt-Schloss“ bezeichnet wird, hat eine besondere Bedeutung im Leben der Humboldts. Die Brüder Wilhelm und Alexander von Humboldt verbrachten auf dem Schloss und auf dem Gut Tegel im Sommer viele Jahre ihrer Kindheit. Das Schloss in seiner heutigen Form wurde zwischen 1820 und 1824 errichtet; Bauherr war Wilhelm von Humboldt, sein Architekt Karl Friedrich Schinkel. Es gehört heute immer noch den Nachfahren Wilhelm von Humboldts, der Familie von Heinz, die auch hier wohnt. Das private Humboldt-Museum im Gebäude ist im Sommerhalbjahr montags während der Führungen zugänglich.